# دانشگاه آلمان در قاهره
دانشگاه آلمان در قاهره (به عربی: الجامعة الألمانیة بالقاهرة) یک دانشگاه در مصر است که در استان قاهره واقع شده‌است.